# Club General Caballero (Mallorquín)
El Club General Caballero es un club de fútbol de Paraguay, de la ciudad de Dr. Juan León Mallorquín (ex Ka'arendy), departamento de Alto Paraná. 
Desde el año 2022 juega en la Primera División de Paraguay, anteriormente en el 2018 logró su ascenso a la Segunda División de Paraguay, en la que militó desde el 2019.
Es identificado popularmente como General Caballero de Juan León Mallorquín, o simplemente General Caballero JLM, para diferenciarlo de otros clubes con la misma denominación en las diferentes divisiones de la Asociación Paraguaya de Fútbol.

## Historia

### Liga regional
Fundado en 1962, es uno de los clubes fundadores de la Liga Ka'arendy de Fútbol, afiliado a la Unión del Fútbol del Interior. Es el equipo más laureado de dicha liga, en la que ha logrado más de una decena de títulos, como los de 2002, 2004, 2014, 2017, 2018.

### En las divisiones de ascenso
El General Caballero ya en el 2003 participó por primera vez de la Copa de Campeones de la UFI, torneo que otorgaba a los clubes de la Unión del Fútbol del Interior la opción de ascenso a la División Intermedia de la Asociación Paraguaya de Fútbol, pero no pudo superar la primera fase. En el 2004 y en el 2006 volvió a participar de esta competencia pero sin lograr el objetivo.
En la temporada 2017, tras 11 años volvió a participar de las divisiones de ascenso, buscando el paso a la División Intermedia, en este caso por primera vez de la Primera División B Nacional, que se venía jugando desde el 2011. General Caballero logró 11 puntos en 12 partidos y no pudo lograr superar la primera fase. 
En la temporada 2018 de la Primera División B Nacional, el club logró el título de campeón superando en la final al club Nacional de Primero de Marzo. Pero la consagración no le otorgaba el ascenso directo a la Segunda División, pues en los años pares la Primera División B Nacional solo otorga medio cupo de ascenso, por lo que tuvo que disputar los partidos de repechaje por el ascenso contra el club Tacuary, subcampeón de la Primera División B, tras empatar de local en el partido de ida (1-1), logró finalmente el ascenso al ganar en el partido de vuelta en condición de visitante (0-2).

### Ascenso meteórico a Primera División y clasificación histórica a Copa Sudamericana
En 2021 "El Rojo Mallorquino" logra anticipadamente ascender a la máxima categoría del fútbol Paraguayo y consagrándose con 4 fechas de anticipación como Campeón de Intermedia derrotando 4-1 a Rubio Ñu de Trinidad, es el equipo con mejor campaña histórica y con mejor puntaje para lograr levantar la Copa, con este logro consigue el derecho automático de poder clasificar de forma histórica a su primer torneo Internacional, la Copa Sudamericana, dando así alegrías a la ciudad de Juan León Mallorquín de 30 mil habitantes.
En su primer partido a nivel internacional, logra un histórico triunfo por 3-0 como visitante ante Sol de América en el Defensores del Chaco, con goles de Junior Marabel, Clementino González y Walter Rodríguez, el 8 de marzo de 2022.

## Símbolos del Club

### Escudo
El escudo de General Caballero tiene en la parte de arriba unas torres, un poco más abajo esta una "x" donde lo rodea un círculo y abajo de ella se encuentra el nombre de "General Caballero" y más abajo hay un balón de fútbol, también se visualiza 4 franjas blancas y 5 rojas.

## Datos del club
- Actualizado a la temporada 2022
- Temporadas en Primera División: 4 (2022-).
- Temporadas en Segunda División: 2 (2019, 2021).
- Temporadas en Tercera División: 5 (2003, 2004, 2006, 2017 y 2018).

### Participaciones internacionales
| Torneo                | Ediciones  |
| --------------------- | ---------- |
| Copa Sudamericana (2) | 2022, 2023 |

## Palmarés

### Torneos nacionales
- Segunda División (1) : 2021
- Tercera División (1): 2018.

### Torneos regionales
- Liga Ka'arendy de Fútbol (12): 1982, 1984, 1986, 1987, 2002, 2004, 2014, 2017 y 2018.